# Меморіал жертв тоталітаризму
Меморіал жертв тоталітаризму — меморіал, відкритий 17 червня 2000 року за ініціативи президентів України та Польщі в харківському Лісопарку.
Монумент являє собою Хрест Віртуті Мілітарі, біля якого встановлені стели з іменами розстріляних НКВС у 1938—1940 роках українців та польських військових, які були поховані у братських могилах на території Лісопарку.
У 1940 тут були розстріляні 3809 польських офіцерів і 500 мирних польських громадян. (Згідно з наказом НКВС СРСР № 00350 від 22 березня 1940 року «Про розвантаження тюрем НКВС УРСР і БРСР», полонених польських офіцерів із Старобільського табору направили в розпорядження УНКВД СРСР по Харківській області).
Так званий Квартал № 6 в харківському Лісопарку став місцем спочинку і тисяч репресованих і розстріляних перед війною українських громадян. У 60 могилах поховані рештки 2746 громадян колишнього СРСР різних національностей, які стали жертвами НКВС у 1937—1938 роках.
У 2010 відбувся візит Президента Польщі Броніслава Коморовського до Харкова, приурочений до 10-ї річниці відкриття Меморіалу.
23 березня 2022 року меморіал обстріляла російська армія в ході боїв за Харків. За даними Польського агентства преси, жодні об'єкти в околицях обстріляні не були, що вказує на цілеспрямований удар по кладовищу. Розбито деякі плити з іменами загиблих; в одному з поховань застряг снаряд від «Смерча», який містив касетні елементи.

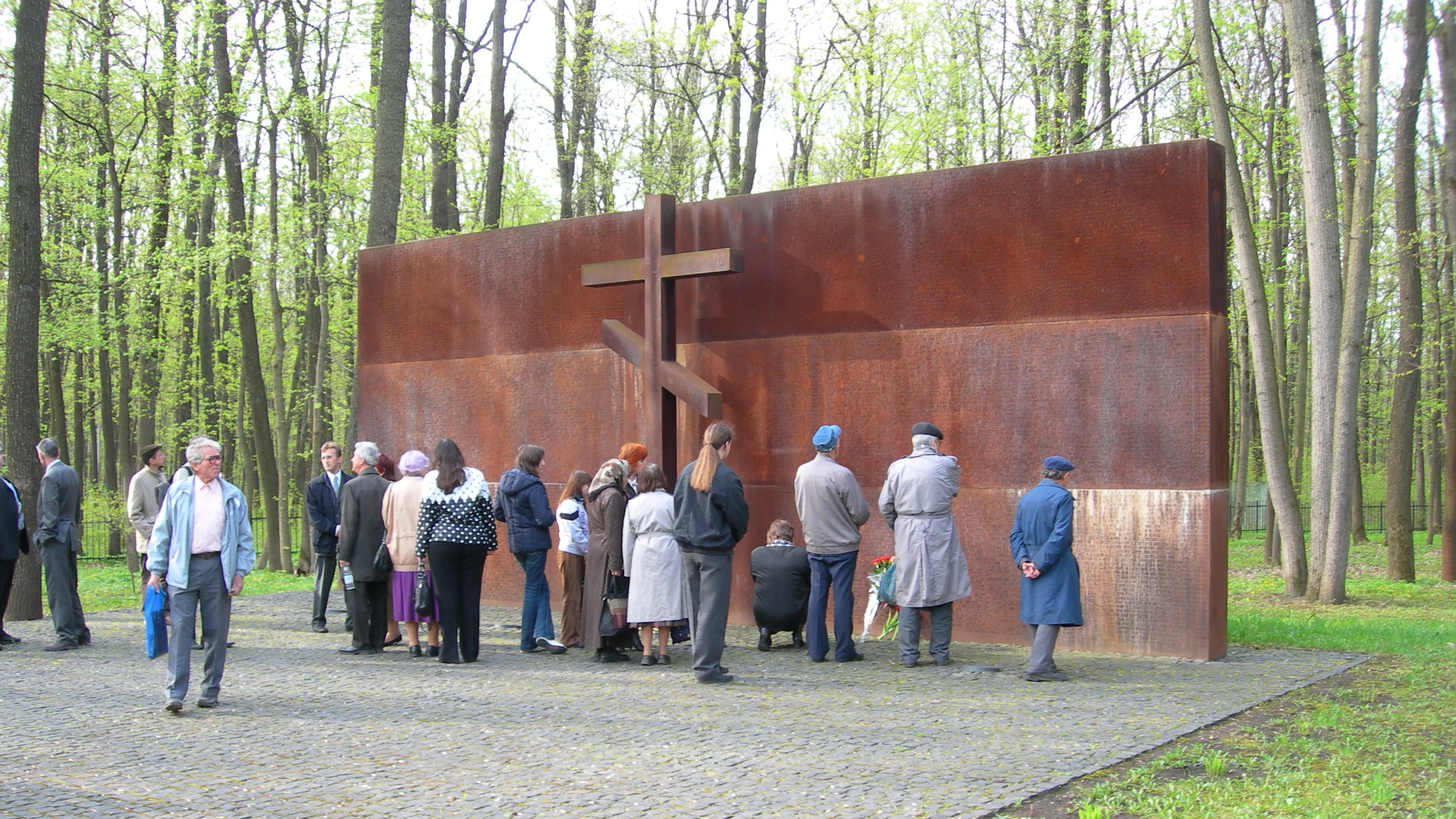
Стела з хрестом
Ідентифікаційні жетони офіцерів Війська Польського, у братських могилах на території Лісопарку